# 예지로
 예지로(Yeji-ro)는 경상북도 예천군 개포면 지인교에서 예천군 예천읍까지 이어주는 도로이다.

## 주요 경유지
경상북도
- 예천군 (지보면 - 호명읍 - 개포면 - 예천읍)

## 노선
| 이름                | 접속 노선                        | 소재지        | 소재지        | 비고                    |
| 서부로와 직결       | 서부로와 직결                    | 서부로와 직결 | 서부로와 직결 | 서부로와 직결           |
| ------------------- | -------------------------------- | ------------- | ------------- | ----------------------- |
| 지인교              |                                  | 예천군        | 지보면        | 지방도 제923호선과 중복 |
| 마전사거리          | 지방도 제923호선 (지풍로) 매창길 | 예천군        | 지보면        | 지방도 제923호선과 중복 |
| (이름없음) (마전교) | 지풍로                           | 예천군        | 지보면        |                         |
| 소화교차로          | 지보로                           | 예천군        | 지보면        |                         |
| 어신교              |                                  | 예천군        | 지보면        |                         |
| 분포삼거리          | 지방도 제924호선 (효명로)        | 예천군        | 호명읍        | 지방도 제924호선과 중복 |
| 경진교              |                                  | 예천군        | 호명읍        | 지방도 제924호선과 중복 |
|                     | 개포면                           | 예천군        |               | 지방도 제924호선과 중복 |
| 경진삼거리          | 지방도 제924호선 (욤계로)        | 예천군        |               | 지방도 제924호선과 중복 |
| 중평천교            |                                  | 예천군        | 예천읍        |                         |
| 가동교              |                                  | 예천군        | 예천읍        |                         |
| 상동교              |                                  | 예천군        | 예천읍        |                         |
| 농공단지사거리      | 국도 제34호선 (경서로)           | 예천군        | 예천읍        |                         |

## 주요 건물 및 시설
- SK에너지 서울주유소 (예지로 1257/경진리 306)